# Front Popular Socialista
El Front Popular Socialista (SPF; en lituà: Socialistinis liaudies frontas) és un partit polític d'esquerra a Lituània format a partir de la fusió del Partit del Front i el Partit Socialista de Lituània el 19 de desembre de 2009. Celebrada a la Universitat de Vílnius, la fundació del partit va comptar amb 102 delegats. El líder del PSL, Giedrius Petružis, va rebutjar la candidatura a president del partit fusionat, al·legant el desig de tornar a la vida acadèmica. El líder del PF, Algirdas Paleckis, va ser escollit per unanimitat com a líder de l'SPF. El Partit és membre de la Iniciativa de Partits Comunistes i Obrers.

## Ideologia i programa
La ideologia del SPF és el socialisme democràtic. Els estatuts i el programa es van ratificar en la fundació de 2009. Els estatuts del partit indiquen que "el Partit és una part inseparable del moviment internacional d'esquerres. Persegueix activament l'enfortiment dels vincles d'amistat entre Lituània i altres nacions, lluita per la continuació i l'enfortiment de la pau i manté el contacte amb les organitzacions internacionals no governamentals que s'adhereixen als principis de la democràcia i el socialisme." Els objectius del partit inclouen "la institució del socialisme democràtic a Lituània i l'enfortiment d'un públic unificat, els membres del qual s'ajuden mútuament".

## Estructura
El congrés de l'SPF és l'òrgan suprem del partit. El congrés tria el consell executiu del partit, que supervisa i organitza l'activitat del partit entre congressos, rep les decisions sobre la creació de coalicions amb altres partits i aprova el pressupost, els informes sobre l'ús dels fons econòmics i la candidatura del cap del comitè electoral. L'únic líder del partit és el president.

## Participació electoral
El partit va participar en les eleccions al Parlament i va quedar 11è amb 16.515 vots, el 1,21%, però sense cap escó. A les eleccions municipals del 2015 van tenir més èxit, ja que el bloc polític en què va participar el partit va rebre 68 escons, dels quals 2 eren delegats del SPF, entre ells Rafael Muksinov, actual membre de l'Ajuntament de Vílnius. El consell del partit va decidir no participar en les eleccions parlamentàries del 2016.

## Polèmiques
El Partit va patir una forta polèmica el 2010 quan se'ls va negar l'entrada a Estònia. El 21 d'abril, el líder del partit Algirdas Paleckis va formar part d'un grup d'activistes que viatjaven a Estònia per protestar contra la política de l'OTAN respecte a la guerra a l'Afganistan. A Paleckis se li va dir que estava a la llista de persona no grata d'Estònia a causa de les seves opinions i activitats polítiques. A finals de juny, als activistes de l'SPF, juntament amb els antifeixistes de Letònia, se'ls va negar l'entrada per protestar contra una reunió de veterans de la 20a Divisió de Granaders de Waffen de les SS prop del camp de concentració de Vaivara. Es va dir als activistes que el seu vehicle no era apte per entrar i, segons l'SPF, l'únic membre del partit que ho va gestionar no figurava a la llista oficial de militants i no havia estat esmentat pel seu nom per organitzadors de la protesta per telèfon.
El 2011, les autoritats lituanes havien iniciat un procés contra Paleckis per la seva negació de l'agressió soviètica contra Lituània, i més específicament, contra la seva afirmació que els soldats soviètics i les unitats especials no eren responsables de la mort de 13 persones (incloent-hi una víctima de foc amic) el 13 de gener de 1991. Paleckis suposadament va trobar diversos testimonis i avaluacions balístiques que semblaven indicar que hi havia franctiradors secrets al terrat del centre de televisió de Vílnius que estaven disparant contra els civils. Va ser el primer veredicte de la història de Lituània acusant de negar la suposada conducta agressiva de la Unió Soviètica. Paleckis va ser finalment condemnat a una multa de 10.400 litas el 12 de juny de 2012. El mateix Paleckis va afirmar que no hi havia cap investigació independent sobre els fets del 13 de gener de 1991.
Durant els esdeveniments de l'Euromaidan, el partit va ser un dels pocs al país que va expressar clarament el seu suport a l'aleshores president Ianukóvitx. El 20 de maig de 2014 el partit, juntament amb altres partits, va organitzar una concentració davant el Ministeri d'Afers Exteriors per expressar la seva oposició a la política exterior lituana durant el conflicte Rússia-Ucraïna, acusant de "representar els interessos dels EUA i la UE, no dels lituans".
Algirdas Paleckis va abandonar el partit el gener de 2016, just abans de les eleccions al Parlament. Va motivar aquesta decisió per "opinions desviades amb la direcció del partit", la seva "sobreestimació de la transcendència dels mítings i la infravaloració de la participació a les eleccions". Com a resultat, Paleckis va participar en les eleccions com a candidat independent a Naujoji Vilnia. El partit amb una nova direcció va començar a utilitzar més la retòrica nacionalista.

## Posicions polítiques
Tot i que el partit és econòmicament d'extrema esquerra, ha expressat opinions més semblants al conservadorisme en temes socials, especialment pel que fa als drets LGBT i la política d'immigració. Un dels seus membres Sergejus Sokolovas a la seva entrevista va declarar que els esquerrans haurien de lluitar contra les minories sexuals en lloc de donar-les suport. També es va referir als partidaris del moviment LGBT com a tolerants, un joc de paraules amb tolerància i pederastia que utilitzen freqüentment els grups de discurs de l'odi. El seu antic líder Paleckis seria un dels iniciadors de l'organització del referèndum sobre la prohibició de la venda de terres als estrangers. El partit també s'oposa a les quotes per als refugiats i va participar en una manifestació contra ells celebrada a Šiauliai el 14 de novembre de 2015. A part de la crisi europea de refugiats a la qual van denominar "immigració involuntària", la manifestació també va destacar "els abusos dels drets humans de la classe treballadora", la "propaganda de guerra" i la "rusofòbia". La manifestació també va comptar amb l'assistència d'una organització germana sincrètica "The Combat", així com de Way of Courage i dels populistes de dreta Lluitadors per la Unió de Lituània, amb l'exactivista neonazi Žilvinas Razminas.

## Lideratge
- Algirdas Paleckis (2009-2014)
- Edikas Jagelavičius (2014-2017)
- Giedrius Grabauskas (2017-)